# Juan Carlos Pinto Rodríguez
Juan Carlos Pinto Rodríguez (Tecomán, Colima; 28 de noviembre de 1968) es un político mexicano miembro del Partido del Trabajo. Fue diputado local al Congreso de Colima por el Distrito XVI de 2003 a 2006.

## Juan Carlos Pinto Rodríguez
Nació el 28 de noviembre de 1968 en Tecomán, Colima, cursó su educación básica en escuelas públicas de su municipio de origen; es un Político Mexicano, cuadro distinguido del Partido Revolucionario Institucional, fue presidente municipal de Tecomán en el periodo 2006-2009. Es licenciado en Administración Pública egresado de la Facultad de Ciencias Políticas y Sociales de la Universidad de Colima.

## Formación
Juan Carlos Pinto estudio en la escuela secundaria Gregorio Torres Quintero del Municipio de Tecomán, Col. posteriormente su preparatoria la cursó en el bachillerato del municipio iguanero, para la licenciatura, dado su interés por la política; se trasladó a la capital del estado inscribiéndose a la Facultad de Ciencias Políticas y Sociales de la Universidad de Colima, en la Licenciatura en Administración Pública egresando con la generación 1987 - 1992, posteriormente estudió también un diplomado en Estudios Políticos en la misma Facultad.

## Carrera política
Inició su carrera política a los 17 años ocupando diferentes cargos dentro de la de la política en  Tecomán; Mientras estudiaba su licenciatura formó parte del equipo del CDM del FJR en Colima y al regresar a Tecomán logra ser Presidente del Comité Directivo Municipal del Frente Juvenil Revolucionario, en 1992 es propuesto como regidor en el ayuntamiento de Tecomán para el periodo 1992-1995; siendo Regidor ocupó la dirigencia Estatal del FJR en Colima.
Fue líder del Movimiento Territorial en el Municipio,  fue también factor fundamental coordinando la campaña a la alcaldía tecomense del finado Gustavo Vázquez Montes.
Fue secretario particular del presidente municipal Gustavo Vázquez Montes de 1998 a 2000, diputado local del Distrito XVI de Tecomán en la LIV Legislatura (2003-2006), donde compartió espacio con los priistas Mario Anguiano Moreno, Silverio Cavazos Ceballos, Carlos Cruz Mendoza, José Antonio Orozco Sandoval, Hilda Ceballos Llerenas, Humberto Silva Ochoa y Martín Flores Castañeda
En 2014 es nombrado secretario general del Comité Ejecutivo Estatal del Movimiento Territorial en Colima de donde surge como precandidato a diputado local por el Distrito X de Tecomán, Col.
Tras el proceso electoral, retomó sus actividades al frente del MT, donde impulsó en todo el Estado de Colima diversos programas de benefició a la economía familiar, gestionando, láminas, camas y materiales de construcción a bajo costo.

## ANEXOS
LIV Legislatura del Congreso del Estado de Colima. 
| Predecesor: Elías Martínez Delgadillo | Presidente Municipal de Tecomán, Colima 2006 - 2009 | Sucesor: Saúl Magaña Madrigal |

- Datos: Q6455648